# هنری جوست
هنری جوست (انگلیسی: Henry Joost؛ زادهٔ ۳۰ اکتبر ۱۹۸۲ در آلمان) فیلم‌ساز، بازیگر اهل ایالات متحده آمریکا است که بیشتر برای بازی در فیلم‌هایی مانند گربه‌ماهی، فعالیت فراطبیعی ۳، فعالیت فراطبیعی ۴، نرو، پروژه قدرت شناخته شده‌است.

## حرفه
جوست در ۲۰۱۸ فیلم ابرقهرمان محور نتفلیکس را به همراه آریل شولمن کارگردانی نمود، این فیلم با بازی جیمی فاکس، جوزف گوردون لویت، دومینیک فیشبک در ۱۴ اوت ۲۰۲۰ اکران شد.

## فیلم‌شناسی
- گربه ماهی (۲۰۱۰)
- فعالیت فراطبیعی ۳ (۲۰۱۱)
- فعالیت فراطبیعی ۴ (۲۰۱۲)
- نرو (فیلم ۲۰۱۶) (۲۰۱۶)
- وایرال (فیلم ۲۰۱۶) (۲۰۱۶)
- پروژه قدرت (۲۰۲۰)